# Julie Levisen
Julie Levisen (ur. 1 stycznia 1997) – duńska pływaczka, specjalizująca się głównie w stylu dowolnym. 
Mistrzyni Europy na krótkim basenie z Chartres (2012) w sztafecie 4 x 50 m stylem dowolnym.